# Многоплодная беременность
Многоплодная беременность — беременность человека более чем одним плодом. В зависимости от количества плодов при беременности говорят о двойне, тройне и т. д. Дети, рождённые в результате многоплодной беременности, называются близнецами.

## Механизм

Многоплодная беременность может наступать в результате двух механизмов: созревания и оплодотворения сразу двух и более яйцеклеток, и в этом случае беременность называется разнояйцевой, или разделения оплодотворенной яйцеклетки (зиготы) на две или более частей вскоре после оплодотворения, и в этом случае беременность называется однояйцевой.
Время разделения зиготы при однояйцевой беременности имеет важное значение: чем раньше оно произошло, тем более обособлены близнецы друг от друга. Например, если разделение произошло с первого по третий день существования зиготы, то каждый близнец окружен двумя плодными оболочками и имеет отдельную плаценту. При более позднем разделении близнецы имеют общую плаценту, только амниотическую оболочку в перегородке (если разделение произошло с 4-го по 8-й день) или отсутствие самой перегородки (если оно произошло с 8-го по 13-й день). Если разделение произошло с 13-го по 15-й день, то это приводит к образованию так называемых сиамских близнецов. Определить во время беременности, к какому типу она принадлежит, возможно далеко не во всех случаях. Только отсутствие перегородки между близнецами позволяет точно отнести беременность к однояйцевой.

## Частота встречаемости
Разнояйцевая многоплодная беременность — нечастое явление у человека, в отличие от животных. Её вероятность зависит от некоторых естественных факторов: возраста матери (возрастает с увеличением возраста), расы (наиболее часто у африканских народов, наименее часто — у азиатских) и наличия такой многоплодной беременности у родственников. До начала эры репродуктивных технологий разнояйцевая двойня встречалась примерно в одном случае на 80 родов, разнояйцевые тройня, четверня и т. д. встречались с убывающей в геометрической прогрессии частотой — примерно в 1 случае на 80², 80³ и т. д. родов соответственно. С внедрением репродуктивных технологий частота разнояйцевой многоплодной беременности значительно возросла.
Частота однояйцевой многоплодной беременности остается постоянной и составляет 4 на 1000 родов.

## Терминология
В медицине используются специальные термины для многоплодной беременности. Если имеется общая плацента и нет перегородки между близнецами, то говорят о монохориальной моноамниотической двойне (такой тип встречается всего в 1 % однояйцевых близнецов). Если имеется общая плацента и перегородка, то говорят о монохориальной диамниотической двойне. Если имеются отдельные плаценты, то двойню называют дихориальной диамниотической.

## Течение беременности
Многоплодная беременность относится к беременности высокого риска в связи с многократным повышением частоты осложнений в сравнении с одноплодной беременностью. Многоплодная беременность является серьёзным стрессом для организма, поскольку она может вызывать усиленную работу сердечно-сосудистой системы, печени, лёгких, почек и других органов. У женщин, ожидающих более одного ребёнка, риск развития материнских осложнений и гестоза выше по сравнению с одноплодными беременностями, особенно у женщин с сочетанными соматическими заболеваниями. Гестоз при многоплодной беременности может возникать раньше и протекать тяжелее, из-за увеличения плацентарной массы («гиперплацентоза»). Некоторые женщины с многоплодной беременностью могут также страдать от анемии, которая связана с увеличением объёма плазмы и может привести к снижению уровня гемоглобина.
Многоплодная беременность может привести к преждевременным родам, что связано с растяжением матки. Чем больше плодов, тем выше вероятность преждевременных родов. Например, при двойне роды обычно наступают в 36-37 недель, при тройне — в 33,5 недель, а при четверне — на 31 неделю.
К наиболее часто встречающимся осложнениям со стороны матери относятся следующие:
- Чрезмерная рвота
- Анемия
- Артериальная гипертензия
- Предлежание плаценты
- Многоводие
- Неправильные положения плода
- Преждевременные роды
- Преждевременная отслойка нормально расположенной плаценты.

К частым осложнениям со стороны плода относятся следующие:
- Недоношенность и связанные с ней заболевания новорождённого (средний срок родов для двойни — 37 недель, тройни — 33 недели, четверни — 28 недель)
- Задержка внутриутробного роста плода и низкий вес при рождении
- Аномалии развития.

К специфическим осложнениям при многоплодной беременности относятся трансфузионный синдром близнецов и синдром исчезновения близнеца. Внутриутробная гибель одного из плодов может вести к ишемии мозга живого близнеца и последующим неврологическим нарушениям.

## Профилактика осложнений
При многоплодной беременности особое значение приобретает сбалансированное питание, приём пренатальных витаминов и более частый отдых в положении на боку, чем при одноплодной беременности. В ряде случаев при согласии родителей проводят селективную редукцию (устранение) одного или нескольких плодов в сроке 10-12 недель, чтобы повысить шансы на рождение одного или двух здоровых детей.